# 柳瀬良太
柳瀬 良太（やなせ りょうた）は、毎日放送（大阪・TBS系） 報道情報局 記者。

## 来歴・人物
大学時代は映画監督の是枝裕和やビデオジャーナリストの神保哲生のゼミ生。
前職は東海テレビ放送（名古屋・フジテレビ系）で、報道部で愛知県警・遊軍・スポーツ、愛知県政・名古屋市政などを担当。
立てこもりなどの事件現場取材から浅田舞キャスターのスポーツコーナー担当、河村たかし名古屋市長や大村秀章愛知県知事らの取材などを行う。
参議院選挙で民進党の伊藤孝恵議員、衆議院選挙では愛知7区、山尾志桜里議員の選挙取材などに関わる。
災害現場も数多く取材し、御嶽山の噴火は発生直後から現地入りし、その後も関係者と登山を繰り返すなど継続して取材を行う。
熊本地震 (2016年)・九州北部豪雨など、現場に入り、中継をすることが多い。
毎日放送に転職後は、大阪府警のサブキャップを担当した後、大阪府政と大阪市政の行政キャップを担当。二度目のいわゆる「大阪都構想」の住民投票や新型コロナウイルスへの行政の対応などを取材した。
吉村洋文大阪府知事の毎週水曜日の定例会見前には、『ちちんぷいぷい』に電話中継で出演することが多く、大阪府政でのできごとや、知事の会見のポイントなどを伝えた。
2020年11月1日に大阪市で行われたいわゆる「大阪都構想」の住民投票では、制度案などについてスタジオ解説などを行った。
その後、本社の内勤記者となり、2021年の衆院議員選挙の特別番組など選挙関連の番組や暴力団関連の取材、直木賞作家の今村翔吾氏に直木賞受賞前から密着取材を行うなど幅広く取材を行っている。   